# Чедвик (гора)
Че́двик (норв. Chadwickryggen) — горная вершина на острове Западный Шпицберген, четвёртая по высоте точка архипелага Шпицберген.
Гора Чедвик располагается на полуострове Ню-Фрисланд, к западу от Вийдефьорда. Высота её достигает 1640 м. Название горе было дано в честь английского физика Джеймса Чедвика (1891—1974).